# Eberhard Fischer (Politiker)
Eberhard Fischer (* 15. Dezember 1943 in Sternberg) ist ein deutscher Politiker (SPD) und ehemaliger Abgeordneter des Hessischen Landtags.
Eberhard Fischer war von 1973 bis 1995 Bürgermeister der Gemeinde Hohenroda, Landkreis Hersfeld-Rotenburg. Bei der Landtagswahl in Hessen 1995 gewann er den Wahlkreis Hersfeld (eine Hochburg der SPD) mit 49,4 % der Stimmen. Bei der Landtagswahl in Hessen 1999 konnte er gegen den Trend der SPD Stimmanteile zulegen und das Direktmandat mit 50,7 % der Stimmen verteidigen. Mit dem Ende seiner zweiten Amtsperiode schied er am 4. April 2003 aus dem Parlament aus.
Eberhard Fischer ist langjährig kommunalpolitisch tätig und war Gemeindevertreter, Kreistagsmitglied und ist derzeit ehrenamtlicher Kreisbeigeordneter.

## Werke
- Hohenroda und seine Ortsteile : Bilder aus d. Vergangenheit, 1988, ISBN  3-89264-199-4